# Adnan Houdrouge
Adnan Houdrouge, né le 31 décembre 1948 à Dakar au Sénégal, est un homme d'affaires monégasque d'origine libano-sénégalaise. Il est le président fondateur de la société Mercure international of Monaco (MIM). Il a notamment été vice-président de l'AS Monaco.

## Origines et Enfance
Adnan Houdrouge est le descendant d'une famille d'origine libanaise, installée au Sénégal depuis 1904. Il est le fils d'Abed Houdrouge, qui a fait carrière dans la vente en gros de tissu, et de Fatmé Houdrouge.
Il fait des études primaires et secondaires à Dakar.

## Carrière
Adnan Houdrouge commence sa vie professionnelle à Dakar en 1968, à Week-End Sport, un magasin d'articles de sport où il est vendeur. Quelques années plus tard, il crée sa première boutique d'articles de sport à Nice, rue Chauvain. 
Puis Adnan Houdrouge fonde, le 4 février 1986, Mercure international of Monaco (MIM), un groupe spécialisé dans l'import-export d'articles de sport. Le même jour, il rachète une société de sport en Côte d'Ivoire, premier pays africain dans lequel il s'implante. Il développera par la suite le commerce de détail et de gros, ainsi qu'une multitude d'enseignes dans de nombreux pays. 
Son groupe est aujourd'hui présent en Europe du Sud, en Afrique centrale, du Nord et de l’Ouest, dans l'Océan Indien, aux Caraïbes et en Asie. 
En 2004, sa société MIM reçoit le Monaco Business Award. 
En 2010, Mercure international of Monaco compte près de 5 000 salariés dans le monde entier. 

## Vie privée
Adnan Houdrouge est marié à Véronique Houdrouge (née Lambert). Il a été naturalisé monégasque en 2003. 